# آرژانتین در المپیک تابستانی ۱۹۹۶
آرژانتین در بازی‌های المپیک تابستانی ۱۹۹۶ که در شهر آتلانتا برگزار شد، کاروان آرژانتین با ۱۷۸ ورزشکار در این رقابت‌ها شرکت کرد و موفق به کسب ۳ مدال (۰ طلا، ۲ نقره، ۱ برنز) شد. در جدول رتبه‌بندی توزیع مدال‌ها، آرژانتین در ردهٔ ۵۴ مسابقات قرار گرفت.